# Santana (Bahia)
Santana is een gemeente in de Braziliaanse deelstaat Bahia. De gemeente telt 27.259 inwoners (schatting 2009).